# Microprocessor Complex
Der Microprocessor complex ist ein Enzymkomplex im Zellkern und prozessiert das Primärtranskript pri-miRNA zur pre-miRNA.
Der Enzymkomplex besteht aus dem RNA bindenden Protein Pasha (DGCR8) und der RNase III Drosha.
Das Primärtranskript wird im Zellkern von dort befindlichen Genen durch eine Polymerase II transkribiert. Drosha und Pasha spielen eine wichtige Rolle bei der Prozessierung des Primärtranskriptes.
Pasha bindet die pri-miRNA mit 500 bis 3000 Nukleotiden Länge um sie für die Prozessierung durch Drosha zu stabilisieren.
Drosha zeigt allein nur schwache und unspezifische RNAse Aktivität, gewinnt aber durch Pasha an Selektivität und Effizienz und kann das Primärtranskript in die pre-miRNA von ungefähr 70 Nukleotiden Länge spalten.
Die pre-miRNA mit ungefähr 70 Nukleotiden Länge lagert sich nach der Prozessierung durch den Microprocessor complex zu einer Haarnadelstruktur (hairpin) zusammen und kann durch aktiven Transport in das Zytoplasma gelangen.
In Pflanzen und Tieren existieren hunderte verschiedene miRNAs. miRNAs regulieren den Stoffwechsel und die Differenzierung der Zelle, indem sie die Translation von mRNAs regulieren. Das geschieht durch mehr oder weniger exakte Bindung der miRNAs an die mRNAs. Je nachdem wie genau sich die miRNA an die mRNA bindet, also wie komplementär die Basenpaarung ist, umso effektiver wird die Translation und somit die Expression bezüglich des Proteins gehemmt, für das die jeweilige mRNA codiert.